# آندومتریوز
آندومتریوز (به انگلیسی: Endometriosis) به حالتی گفته می‌شود که یاخته‌های مشابه با یاخته‌های آندومتر در بیرون از رحم رشد کنند. 
این حالت زمانی رخ می‌دهد که غدد آستری (آندومتریال) و استرومای رحم در بیرون از آستر رحم (آندومتر) و ماهیچه زهدان رشد کنند. لگن شایع‌ترین محل آندومتریوز است. در این بیماری بافت آستر (مخاط رحم) پرکار در بیرون از محل اصلی (رحم) پایه‌ریزی می‌شود. این بافت در تمام بافت‌های بدن به جز طحال ممکن‌است به‌وجود آید، ولی رایج‌ترین محل پدید آمدن آن و در ۵۰ درصد موارد، لگن است که در این قسمت، تخمدان‌ها (حدود ۴۰ درصد موارد) بیش از دیگر اندام‌ها گرفتار اندومتریوز می‌شوند؛ بنابراین همزمان با قاعدگی این نقاط خونریزی می‌کنند که در نتیجه دشواری‌های فراوانی برای فرد به‌وجود می‌آید. رایج‌ترین عوارض درد موقع عادت ماهانه، نازایی و دردهای مزمن لگنی است.
از نشانه‌های آندومتریوز، درد لگنی، قاعدگی دردناک، دیسپارونی و نازایی است. درمان پزشکی بر پایه حاملگی (پروژستین‌ها به تنهایی یا ترکیب با استروژن‌ها) یا یائسگی کاذب (مانند آگونیست‌های GnRh یا دانازول) می‌باشد.
درمان مصرف مسکن‌های قوی یا جراحی دربرگیرنده برداشتن ضایعه یا سوزاندن آن است. به طورکلی شیوع اندومتریوز مشخص نیست، ولی متخصصین آن را ۱–۱۰ درصد پیش‌بینی می‌کنند. همچنین سن رایج ابتلا به این بیماری بیشتر ۲۵ تا ۴۰سالگی است. اندومتریوز عامل ۵ تا ۳۵ درصد موارد نازایی در زنان است.
در آندومتریوز بافت‌های همانند رحم در جاهایی از بدن بیرون از رحم رشد می‌کنند. این بافت‌های نابجا می‌شود به نام تومور خوش‌خیم، گره بافتی یا بافت کاشته‌شده مورد اشاره قرار گیرند.
آندومتریوز جزو آن دسته از بیماری‌هایی است که علت اصلی آن شناخته شده نیست و در واقع یک بافت به نام آندومتر در داخل حفره رحم است که جنین بر روی آن رشد می‌کند و در هر قاعدگی تخریب شده و با اتمام خونریزی مجدداً رشد می‌کند. بافت آستر رحم در بیماران آندومتریوز به‌طور نابجا در نقاط مختلف لگن و شکم کاشته می‌شود و رشد می‌کند. این بیماری می‌تواند نقاط مختلف لگن و شکم و حتی بافت ریه را درگیر کند. درگیری تخمدان سبب ایجاد کیست شکلاتی یا آندومتریوما می‌شود. درگیری در رباط‌های نگهدارنده رحمی در پشت رحم و در روده بزرگ و در روی لوله‌های میزنای که ادرار را از کلیه به مثانه منتقل می‌کند، می‌تواند ایجاد شود. این نقاط به دلیل نفوذ عمقی بافت نابه‌جای آستر رحم به زیر چادرینه شکم درگیر آندومتریوز می‌شوند و درد شدید لگنی ایجاد می‌کنند.

## خطرزایی
- شروع دوره‌های قاعدگی در سنین پایین‌تر.
- داشتن قاعدگی‌های شدید.
- دوره قاعدگی‌های طولانی‌تر از هفت روز.
- داشتن خویشاوند نزدیک - مانند مادر، خواهر یا خاله‌ای که به این عارضه دچار باشند.

## عوارض
از عوارض این بیماری می‌توان به موارد زیر اشاره نمود:
- به علت کاشته شدن بافت در لوله‌های رحمی و تنگ شدن آن‌ها نازایی پدید می‌آید.
- درد شدیدی ایجاد می‌شود ولی این درد نشانه پایان زندگی شخص بیمار نیست.
- مشکلات ادراری و اجابت مزاج دامن‌گیر بیمار می‌شود.
- چسبندگی احشای لگنی به وجود می‌آید
- آندومتریوز پس از جراحی عود می‌کند.

وجود بافت کاشته شده روی تخمدان می‌تواند باعث ایجاد کیست‌های بزرگ و توده‌های لگنی به نام آندومتریوما شود.
اولین اقدام در تشخیص آندومتریوز گرفتن شرح حال دقیق از بیماران عنوان کرد و گفت: پرسش در مورد نظم قاعدگی، لکه بینی قبل از قاعدگی، لکه بینی بعد قاعدگی، دردهای لگنی در حول وحوش قاعدگی و شدت آنها، سابقه کیست تخمدانی در خود بیمار و بستگان بیمار مهم است.

## در ایران
رئیس کلینیک اندومتریوز مرکز درمان ناباروری ابن سینا در ایران با بیان اینکه آندومتریوز معمولاً خانم‌های در سنین بین ۱۵ تا ۴۹ سال را درگیر می‌کند، گفت: «حداقل ۲ میلیون نفر در کشور مبتلا به اندومتریوز هستند.» او گفت: «اگر درد قاعدگی در حدی است که درمان‌های معمول ضد درد جواب نمی‌دهد، افراد حتماً باید به پزشک متخصص آندومتریوز مراجعه کنند.» او افزود: «سونوگرافی نیز می‌تواند برای تشخیص به خصوص زمانی که آندومتریوز تخمدان‌ها را درگیر کرده‌است، مؤثر باشد. اما تشخیص نهایی و قطعی با لاپاراسکوپی است.»